# Sông Caine
Sông Caine nằm ở phía đông dãy Andes ở Nam Mỹ và chảy qua khu Cochabamba và Potosí thuộc Bolivia.